# Вежа (приток Обвы)
Вежа, в верховьях — Большая Вежа (устар. Средняя Вежа) — река в России, протекает по Верещагинскому району Пермского края. Длина реки составляет 13 км.
Начинается у деревни Богданово к востоку от посёлка Менделеево, течёт в общем северо-западном направлении через елово-пихтовый лес и деревни Мироново, Турпаново, Сысоево и Карповка. Устье реки находится в 87 км по правому берегу реки Обва.
Ширина реки у Сысоева — 6 метров, глубина — 1 метр. У Карповки на реке образован пруд.
Основные притоки — Галька (пр) и Малая Вежа (лв).

## Данные водного реестра
По данным государственного водного реестра России относится к Камскому бассейновому округу, водохозяйственный участок реки — Кама от города Березники до Камского гидроузла, без реки Косьва (от истока до Широковского гидроузла), Чусовая и Сылва, речной подбассейн реки — бассейны притоков Камы до впадения Белой. Речной бассейн реки — Кама.
Код объекта в государственном водном реестре — 10010100912111100009578.